# Grup Democràtic de Periodistes
El Grup Democràtic de Periodistes va ser una organització per impulsar l'esperit democràtic enmig de la dictadura franquista. Es va crear l'abril de 1966, després de l'aparició del primer setmanari en català, el Tele/Estel, i un mes després de la Caputxinada. El grup de periodistes fundador estava format per Joan Anton Benach i Olivella, Josep Maria Cadena i Catalán, Lorenzo Contreras, Josep Faulí i Olivella, Antonio Figueruelo, Mateo Madridejos, Pere Pascual Piqué, Joan Pedret, Josep Pernau i Riu i Rafael Pradas.
El 1973 dos membres del Grup Democràtic van accedir a la junta directiva de l'Associació de la Premsa de Barcelona. Quan es va dissoldre, el 1976, comptava amb més de 100 militants, col·laboradors i simpatitzants. El Grup Democràtic va ser la llavor de l'actual Col·legi de Periodistes de Catalunya. Malgrat que eren una minoria, s'ha considerat que aquest grup amb les seves mobilitzacions i feina a les redaccions van afavorir el final del Franquisme.